# Herbert Williams (regatista)
Herbert Philip Williams (24 de julio de 1908-10 de enero de 1990) fue un deportista estadounidense que compitió en vela en la clase Star. Fue el padre del también regatista Lynn Williams.
Participó en los Juegos Olímpicos de Melbourne 1956, obteniendo una medalla de oro en la clase Star. Ganó una medalla de bronce en el Campeonato Mundial de Star de 1944.

## Palmarés internacional
| Juegos Olímpicos   | Juegos Olímpicos               | Juegos Olímpicos  | Juegos Olímpicos |
| Año                | Lugar                          | Medalla           | Clase            |
| ------------------ | ------------------------------ | ----------------- | ---------------- |
| 1956               | Melbourne (Australia)          | Medalla de oro    | Star             |
| Campeonato Mundial |                                |                   |                  |
| Año                | Lugar                          | Medalla           | Clase            |
| 1944               | Lago Míchigan (Estados Unidos) | Medalla de bronce | Star             |